# Archithosia similis
Archithosia similis är en fjärilsart som beskrevs av Birket-smith 1965. Archithosia similis ingår i släktet Archithosia och familjen björnspinnare. Inga underarter finns listade i Catalogue of Life.